# Хоппер, Том
То́мас (Том) Э́двард Хо́ппер (англ. Thomas «Tom» Edward Hopper, род. 28 января 1985, Колвиль, Лестершир) — английский актёр. Он стал известным благодаря роли рыцаря Персиваля в сериале канала BBC «Мерлин».

## Биография
Том Эдвард Хоппер родился 28 января 1985 года в городе Колвиль, Лестершир, Великобритания. Он изучал актёрское мастерство в колледже «Роуз Бруфорд», который окончил с отличием в 2006 году. Некоторое время играл в театре «Уотфорд Пэлас».
Дебютировал в кино в 2007 году. Получив известность благодаря роли Персиваля в сериале «Мерлин», Том продолжает быть востребованным для рыцарских ролей.
С 2014 по 2017 год играл Билли Бонса в сериале «Чёрные паруса».
За роль Дикона Тарли в сериале «Игра престолов» Том был номинирован на «Премию Гильдии киноактёров США» в категории «Лучший актёрский состав в драматическом сериале».
С 2019 года играл в сериале «Академия Амбрелла».

## Личная жизнь
7 июня 2014 Хоппер женился на английской актрисе Лоре Хиггинс. У пары двое детей — сын Фредди Даглас Хоппер (род. 1 июня 2015) и дочь Трули Роуз Хоппер (род. 6 июля 2018). Сын Хоппера, Фредди, болен аутизмом.

## Фильмография
| Год        |   | Русское название            | Оригинальное название                  | Роль             |
| ---------- | - | --------------------------- | -------------------------------------- | ---------------- |
| 2007       | с | Катастрофа                  | Casualty                               | Хью Маллен       |
| 2007       | ф | Саксонец                    | Saxon                                  | торговец рыбой   |
| 2008       | с | Питер Кингдом вас не бросит | Kingdom                                | солдат           |
| 2008       | с | Врачи                       | Doctors                                | Джош Маллен      |
| 2009       | ф | Истерзанный                 | Tormented                              | Маркус           |
| 2010       | с | Доктор Кто                  | Doctor Who                             | Джефф            |
| 2010—2012  | с | Мерлин                      | Merlin                                 | Персиваль        |
| 2012       | с | Хороший коп                 | Good Cop                               | Энди Стокуилл    |
| 2013       | ф | Рыцари королевства Крутизны | Knights of Badassdom                   | Гюнтер           |
| 2013       | ф | Холод                       | Cold                                   | Том              |
| 2014       | ф | Северянин: Сага о викингах  | Northmen: A Viking Saga                | Асбьёрн          |
| 2014—2017  | с | Чёрные паруса               | Black Sails                            | Билли Бонс       |
| 2016       | ф | Ранг убийцы                 | Kill Ratio                             | Джеймс Хендерсон |
| 2016       | с | Нашествие варваров          | Barbarians Rising                      | Арминий          |
| 2017       | с | Игра престолов              | Game of Thrones                        | Дикон Тарли      |
| 2018       | ф | Красотка на всю голову      | I Feel Pretty                          | Грант ЛеКлэр     |
| 2019—2024. | с | Академия Амбрелла           | The Umbrella Academy                   | Лютер Харгривз   |
| 2019       | ф | Терминатор: Тёмные судьбы   | Terminator: Dark Fate                  | Хадрелл          |
| 2021       | ф | Спецслужба: Сигнал тревоги  | SAS: Red Notice                        | Деклан           |
| 2021       | ф | Телохранитель жены киллера  | The Hitman's Wife's Bodyguard          | Магнуссон        |
| 2021       | ф | Обитель зла: Раккун-Сити    | Resident Evil: Welcome to Raccoon City | Альберт Вескер   |
| 2022       | ф | Любовь на вилле             | Love in the Villa                      | Чарли Флетчер    |